# Barcarena (Portugal)
Barcarena ist eine Gemeinde im Kreis Oeiras in Portugal. Auf einem Gebiet mit 9,0 km² wohnen 14.451 Einwohner (Stand 19. April 2021). Die Bevölkerungsdichte beträgt 1.603,3 Einwohner je km². Der Ort Barcarena hat 1644 Einwohner (2001). Der Patron ist São Pedro.

## Bauwerke
- Kapelle Nossa Senhora da Conceição ou Quinta do Sinel de Cordes[3]
- Ausgrabung der kupferzeitlichen Siedlung bei Leceia[4]
- Fábrica da Pólvora de Barcarena, in dem derzeit das Schwarzpulver-Museum ist.
- Kirche São Pedro von Barcarena
- Kirche São Sebastião (16. Jahrhundert)
- Palast Restani (18. Jahrhundert)
- Weingut Santo António
- Weingut Cata Sol oder Weingut Sobreiro (17. Jahrhundert)
- Weingut Castanheiro (18. Jahrhundert)
- Weingut Freira (18. Jahrhundert)
- Weingut São Miguel (19. Jahrhundert)
- Weingut Franca (18. Jahrhundert)
- Weingut des Ponte, auch Cabral (19. Jahrhundert)
- Casal da Costa 1734
- Weingut von Politeira (18. Jahrhundert)
- Weingut von Leceia (18. Jahrhundert)
- Höhlen von Leceia
- Tapada da Raposeira e Ruínas da Capela (17. Jahrhundert)

## Ortschaften
- Barcarena
- Queluz de Baixo
- Tercena
- Bico
- Casal de Cabanas
- Ferrarias
- Valejas
- Ribeira Acima
- Leceia
- Ribeira Abaixo
- Moira oder Weingut Mouro